# Jerzy Aleksandrowicz (psychiatra)
Jerzy Witold Aleksandrowicz (ur. 7 lipca 1936 w Krakowie, zm. 17 października 2018 tamże) – polski lekarz, psychiatra, profesor nauk medycznych, profesor zwyczajny Uniwersytetu Jagiellońskiego.

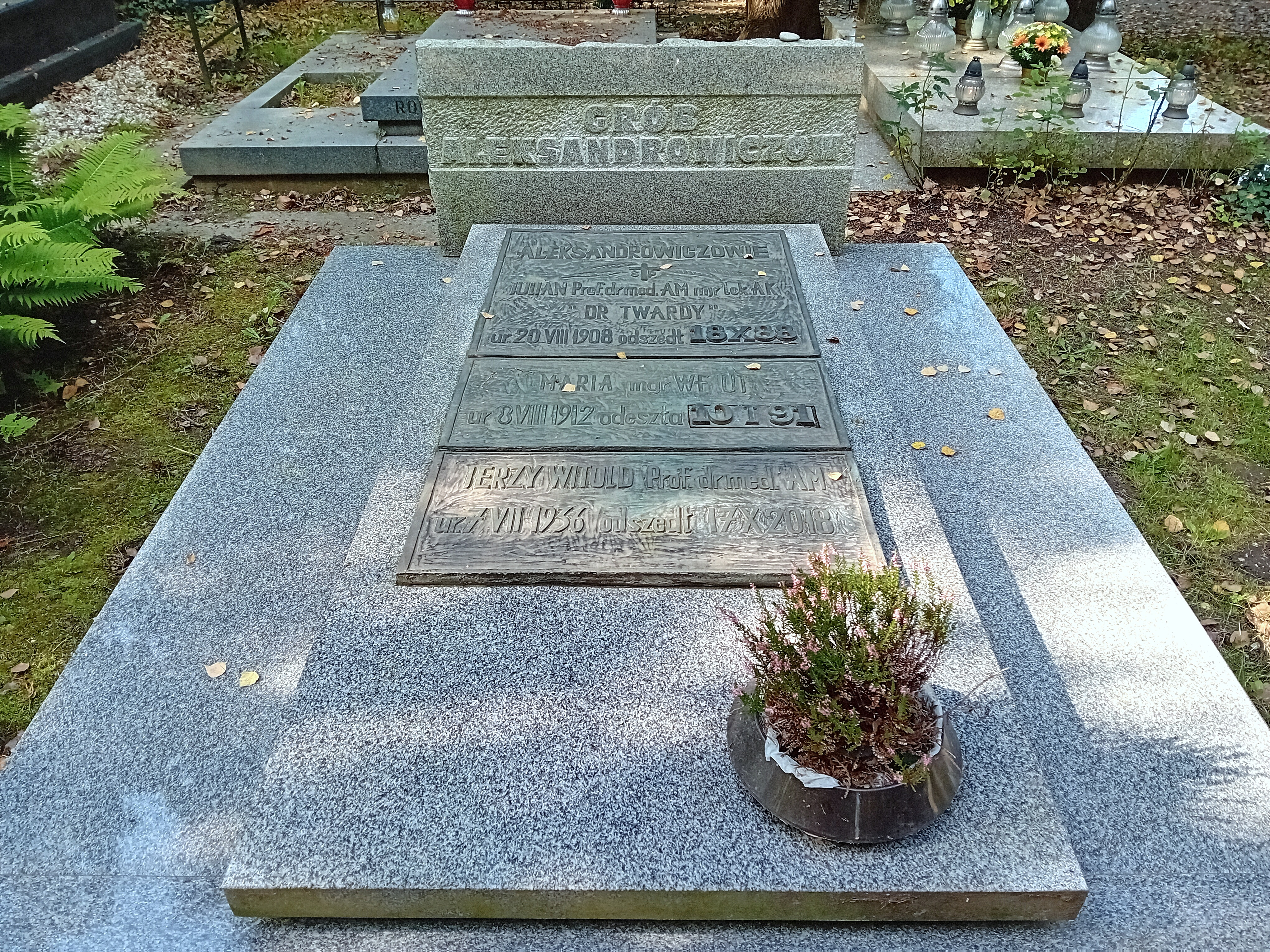
Grobowiec Aleksandrowiczów

## Życiorys
Urodził się w zasymilowanej rodzinie żydowskiej, jako syn Juliana Aleksandrowicza i Maryli z domu Tislowitz. Od 1941 więziony w krakowskim getcie, z którego wraz z rodzicami uciekł. Swoje wspomnienia z okresu okupacji niemieckiej zawarł w pierwszym tomie książki Dzieci Holocaustu mówią....
Był absolwentem II Liceum Ogólnokształcącego im. Króla Jana III Sobieskiego w Krakowie. W 1958 ukończył studia w Akademii Medycznej w Krakowie, w 1965 studia filozoficzne na Uniwersytecie Jagiellońskim. W 1959 pracował w Szpitalu Psychiatrycznym w Jarosławiu, następnie podjął pracę na macierzystej uczelni, w 1962 został specjalistą I stopnia w zakresie psychiatrii, w 1965 został specjalistą II stopnia w zakresie psychiatrii, w 1966 obronił pracę doktorską. Od 1971 zatrudniony był jako adiunkt, od 1976 do 1992 kierował Zakładem Psychoterapii. W 1979 otrzymał stopień doktora habilitowanego. W 1990 otrzymał tytuł naukowy profesora nauk medycznych. W 1992 objął stanowisko kierownika Katedry Psychoterapii. Po włączeniu Akademii Medycznej w struktury UJ był początkowo profesorem nadzwyczajnym, a od 2001 profesorem zwyczajnym w Collegium Medicum Uniwersytetu Jagiellońskiego.
W latach 1971–1976 kierował Gabinetem Psychoterapeutycznym w Szpitalu im. Stefana Żeromskiego w Krakowie, od 1976 był kierownikiem Ośrodka Leczenia Nerwic ZOZ nr 1 w Krakowie. W latach 1976–1982 był specjalistą wojewódzkim w zakresie psychiatrii w województwie nowosądeckim, w latach 1983–1984 pełnomocnikiem ministra zdrowia i opieki społecznej w zakresie psychiatrii dla województw przemyskiego i krośnieńskiego.
Od 1959 był członkiem Polskiego Towarzystwa Psychiatrycznego, w latach 1989–1995 przewodniczącym zarządu sekcji psychoterapii, od 1964 należał do Polskiego Towarzystwa Filozoficznego. W 1968 wstąpił do PZPR.
Był mężem Beaty Szymańskiej.
Zmarł 17 października 2018. Został pochowany 26 października 2018 w grobie rodzinnym na Cmentarzu Rakowickim Wojskowym przy ul. Prandoty (kwatera PAS D-wsch-2).
W uznaniu wybitnych osiągnięć w pracy naukowej i badawczej w 2000 odznaczony Krzyżem Oficerskim Orderu Odrodzenia Polski.

## Wybrane publikacje
- Psychoterapia : podręcznik dla studentów, lekarzy i psychologów (2000),
- Zaburzenia nerwicowe (1998),
- Nerwice : psychopatologia i psychoterapia (1988),
- O chorobie inaczej (współautorzy: Stefan Leder, Anna Pohorecka, 1977),
- Psychoterapia : problemy szkolenia psychoterapeutów (red. nauk, 1973),
- Nerwice i choroby psychosomatyczne (1971),
- Psychoterapia : poradnik dla pacjentów (1993, 2004),
- Skuteczność psychoterapii poznawczej i psychodynamicznej (współautor: Jerzy A. Sobański, 2004),
- Psychopatologia zaburzeń nerwicowych i osobowości (2002),
- Zaburzenia nerwicowe, zaburzenia osobowości i zachowania dorosłych : (według ICD-10) : psychopatologia, diagnostyka, leczenie (1998),
- Psychoterapia medyczna : teoria i praktyka (1996),
- Psychopatologia nerwic : propedeutyka patologii, diagnostyki i terapii psychogennych schorzeń funkcjonalnych (1982, 1983, 1987, 1988)[9].